# Cadí Seidi
Cadí Seidi (Komo, Tombali, Guiné Bissau 9 de novembro de 1966) é uma política guineense. É ministra da Ação Social, Família e Promoção da mulher desde 13 de agosto de 2023. Foi ministra da Defesa Nacional entre 2014 e 2015.

## Formação e carreira académica
Fez a licenciatura em Medicina Geral ,na Faculdade de “Giron” e “Júlio Trigo Lopez” em Cuba, entre 1987 e 1993. Especializou-se em Pediatria, no ano 1996 em Cuba. Fez a Pós-Graduação em Neurologia Pediátrica, em Cuba,  em 1996.  Médica militar, atingiu a patente de Tenente Coronel. 

## Carreira Política
Militante do PAIGC. Foi Diretora do Hospital Principal Militar “Amizade China – Guiné-Bissau”, em 2011. Desempenhou a função da ministra da Defesa Nacional no executivo de Domingos Simões Pereira  e ocupou a pasta de Saúde no governo de  Carlos Correia. Foi ministra da Mulher, Família e Proteção Social no executivo liderado por Aristides Gomes.Atualmente exerce o cargo da ministra da Ação Social, Família e Promoção da mulher.